# William Farnum

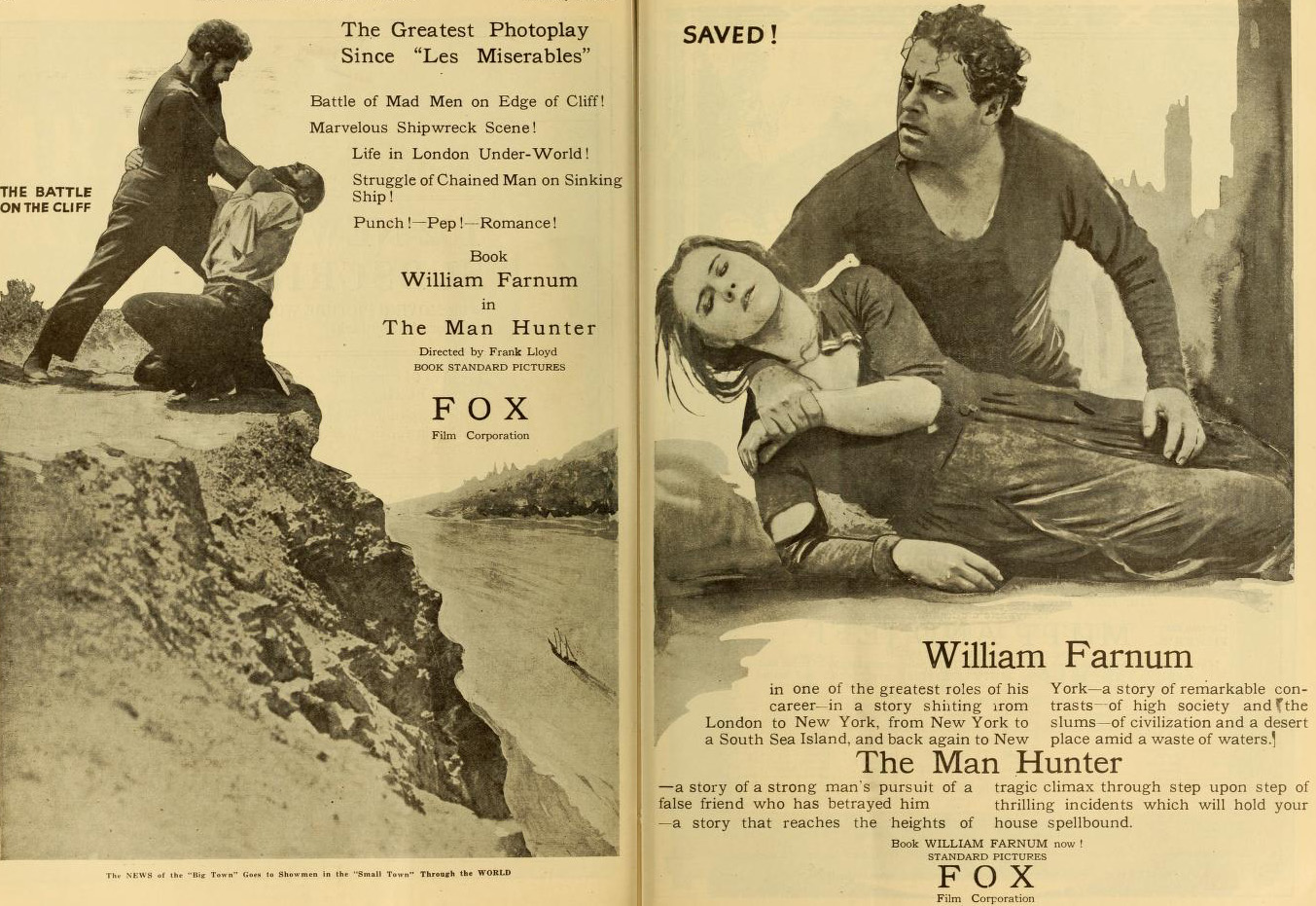
The Man Hunter (1919)

William Farnum (Boston (Massachusetts), 4 juli 1876 - Hollywood (Californië), 5 juli 1953) was een Amerikaanse acteur. Een van de drie gebroeders Farnum. William Farnum groeide op in een familie van acteurs. Hij maakte zijn acteerdebuut op tienjarige leeftijd in Richmond Virginia. In het toneelstuk Julius Caesar met Edwin Booth vertolkte hij de hoofdrol van het stuk.
Zijn grote doorbraak kwam met Ben-Hur waar hij ook de hoofdrol vertolkte.
Van 1915 tot 1925 richtte William Farnum zijn aandacht uitsluitend op het acteren in films. Wanneer hij eenmaal een van de bekendste acteurs van Hollywood was, steeg zijn salaris tot 10,000$ per week. Hij werd een van de duurst betaalde en veel gevraagde acteurs van Hollywood.
William Farnum is vereeuwigd op de Hollywood Walk of Fame met zijn eigen ster.
- Biblioteca Nacional de España: XX1414007
- Bibliothèque nationale de France: cb14678717s (data)
- International Standard Name Identifier: 0000 0000 3053 4469
- Library of Congress Control Number: n87847725
- Nationale Bibliotheek van Israël: 987007452774105171
- SNAC: w6pk3p43
- Système universitaire de documentation: 200186019
- Virtual International Authority File: 19943341
- WorldCat: E39PBJxGY6Qf93xMyXBcxvHHmd